# Epsilon Orionis
Epsilon Orionis (ε Ori) poznata i kao Alnilam je zvezda u sazvežđu Orion. To je velika, plava zvezda visoke temerature koja je 2000 svetlosnih godina udaljena od Sunčevog sistema. Po sjaju, Alnilam je trideseta najsjajnija zvezda na nebu a četvrta najsjajnija u sazvežđu Orion. Nalazi se u Orionovom pojasu (u sredini), zajedno sa još dve sjajne zvezde: Mintaka i Alnitak.
Od 1943. godine spektar ove zvezde služi kao poredbeni spektar, prema kojem se klasifikuju ostale zvezde. Takođe spada u 57 zvezda koje služe za orijentaciju na nebeskoj sferi (Kada se traže sazvežđa, M objekti i slično). Najbliže zenitu ova zvezda se nalazi oko ponoći, 15. decembra.
Spektar Alnilama je veoma jednostavan i koristan za proučavawe međuzvezdanog medijuma kao i hemijskog sastava drugih zvezda. Alnilam je okružen molekulskim oblakom NGC 1990. Zvezda obasjava ovaj oblak pa on dobija izgled nebule. Alnilam gubi masu 20 miliona puta brže od Sunca zbog svog solarnog vetra koji može da dostigne brzinu i preko 2000 km/s.

## Specifikacije
Alnilam se od Sunca udaljen 2000 svetlosnih godina i nalazi se u sazvežđu Orion na koordinatama: 05h 36m 12.8s po rektascenziji i −01° 12′ 06.9″ po deklinaciji. Paralaksa zvezde iznosi 2.43 ± 0.91 miliarksekundi. Apsolutna magnituda iznosi −6.37 i Alnilam je 275,000 puta većeg sjaja od Sunca.

## Ime
Ime Alnilam je izvedeno iz arapskog النظام (čita se an-niżām). Ime se često meša sa Alnihan ili Alnitam, zbog grešaka u prevođenju.